# متحور زيتا
متحور زيتا (بالإنجليزية: Zeta variant)‏ واسمه الكامل سارس-كوف-2 متحور زيتا (بالإنجليزية: SARS-CoV-2 Zeta variant)‏ ويُعرف باسم التسلسل بي 2 (بالإنجليزية: Lineage P.2)‏؛ أحد تحورات فيروس كورونا المرتبط بالمتلازمة التنفسية الحادة الشديدة النوع 2، الفيروس المسبب لمرض فيروس كورونا 2019. اكتُشف هذا المتحوّر للمرة الأولى في ريو دي جانيرو في البرازيل، وهو مصنف على أنه متحور مثير للاهتمام ولم يصل بعد إلى مستوى مثير للقلق.

## اسمه
كان «متحور زيتا» يعرف باسم «متحور بي 2» (بالإنجليزية: P.2)‏ أو «التسلسل بي 2» (بالإنجليزية: Lineage P.2)‏، إلى أن أعيدت تسميته بموجب نظام تسمية جديد أقر في 31 مايو 2021 من قبل منظمة الصحة العالمية، التي أطلقت على متحورات كورونا أسماءً مماثلة بالاعتماد على أسماء أحرف الأبجدية اليونانية، وهدفت من ذلك تجنيب البلدان التي تظهر فيها متحورات كورونا لأول مرة مضار نسبة المتحور إليها بعد أن شاعت الأسماء المنسوبة جغرافيًّا في وسائل الإعلام للمتحورات الخمسة الأكثر انتشارًا عالميًّا، والمُصنفة ما بين متحورات قيد المراقبة والتحقيق أو مثيرة للانتباه أو مثيرة للقلق، مثل: المتحور البريطاني، المتحور الجنوب أفريقي، المتحور البرازيلي، المتحور النيويوركي، والمتحور الهندي، وهو ما دفع «وزارة الإلكترونيات والإعلام الهندية» أن تصدر تعميمًا يحظر ويُجرم تداول الاسم، بداعي «مكافحة نشر المعلومات الكاذبة التي تضر بسمعة البلاد». جاء في بيان «منظمة الصحة العالمية» أنها اعتمدت هذا النظام بعد استشارة الخبراء الذين أجمعوا على وضع أسماء جديدة، «تكون أسهل وأكثر عملية لمناقشتها من قبل الجماهير غير العلمية».